# جیمز برندبری جونیور
جیمز برندبری جونیور (انگلیسی: James Bradbury Jr.، ‏ ۵ اکتبر ۱۸۹۴ – ۲۱ ژانویهٔ ۱۹۳۶) بازیگر اهل ایالات متحده آمریکا بود.
از فیلم‌هایی که وی در آن‌ها نقش داشته‌است، می‌توان به آواز یاغی و شاهد اشاره نمود.